# Корзенков, Олег Александрович
Оле́г Алекса́ндрович Корзенко́в (15 марта 1967, Минск — 4 октября 2016, Ростовская область) — белорусский и российский артист балета, балетмейстер. Заслуженный артист Белорусской ССР (1990), Заслуженный артист Российской Федерации (1995). Ведущий солист Государственного академического Большого театра Белорусской ССР (1985-1990) и Кремлёвского балета (1990-2003), первый главный балетмейстер Ростовского государственного музыкального театра.

## Биография
Родился 15 марта 1967 года в Минске. Мать — легендарная балерина Алевтина Корзенкова.
В 1985 году окончил Белорусское государственное хореографическое училище. Будучи ещё студентом, был зачислен в труппу балета Государственного академического Большого театра Белорусской ССР.
В 1990 году Указом Президиума Верховного Совета Белорусской ССР удостоен звания «Заслуженный артист Белорусской ССР».
С 1990 по 2003 год работал в театре балета Государственного Кремлёвского дворца, где считался специалистами одним из лучших солистов.
В течение двух года работал приглашённым солистом в Национальном театре оперы и балета Македонии.
В 2000 году стал первым главным балетмейстером Ростовского государственного музыкального театра. Позднее Олег Корзенков говорил об этом этапе своей жизниː «Предложение создать в Ростове балет было своего рода вызовом, мне стало интересно, можно ли с нуля создать труппу, заинтересовать неискушённую публику, подтянуть её до приличного уровня».
В 2007 году Олег Корзенков оказался без паспорта: оказалось, что выданный в начале 1990-х годов вкладыш к советскому паспорту был выдан с нарушением законодательства; соответственно недействительными были и последующие документы, оформленные на основании этого документа — внутренний паспорт гражданина России и заграничный паспорт. Они были изъяты и Корзенков остался без документов, удостоверяющих личность. Долгие попытки получить новые документы к успеху не привели. В мае 2013 год у Корзенкова закончился контракт с Ростовским театром; новое соглашение заключено не было по причине отсутствия документов у балетмейстера. Потеряв работу, он вынужден был освободить и предоставленную театром служебную трёхкомнатную квартиру в центре Ростова. Своего жилья и сбережений у Корзенкова не оказалось, поэтому он был вынужден ночевать в ночлежке и браться за любую, неквалифицированную работу. В 2014 году смог наконец оформить документы и вновь устроиться на работу в театр.

## Награды и звания
- 1990 — Заслуженный артист Белорусской ССР
- 1995 — Заслуженный артист Российской Федерации
- 2002 — Дипломом Администрации Ростовской области «Человек года» в номинации «Театральная деятельность»

## Семья
- Корзенкова, Алевтина Александровна (1935—2002) — мать, российская балерина, хореограф. Народная артистка Белорусской ССР.
- Корзенкова, Мария Александровна — бывшая жена, российская балерина. Заслуженная артистка Российской Федерации. От этого брака есть дочь.